# Christian Zervos
Christian Zervos (Argostoli, Grecia 1889-París 1970)  fue un crítico de arte, coleccionista y editor francés.
Fundó en París una galería de arte y la revista Cahiers d'art (1926) en la que Jacques Lacan publicaría sus dos primeros escritos posteriores a la Segunda Guerra Mundial.
Fue un gran conocedor de la pintura de su tiempo, así como del Arte griego y del prehistórico; publicó varias obras, entre ellas, las más importantes: El arte de Creta, El arte de las Cícladas, El arte de la época del reno en Francia, y fue también el editor de un catálogo razonado de la obra de Pablo Picasso.
Christian Durquet, conservador del patrimonio del Museo del Arte Contemporáneo, encargó la creación del Museo Zervos en Vézelay.